# Висенте Сегрељес
Висенте Сегрељес Сакристан (шп. Vicente Segrelles Sacristán; Барселона, 9. септембар 1940) је шпански стрип-цртач и сценариста каталонског порекла.
У Европи је постао познат по епском стрипу Најамник (шп. El Mercenario) који је у облику стрип-албума почео излазити 1980. Укупно је нацртано и објављено 13 епизода по 47 страница, а за разлику од стандардног стрип стваралаштва, Сегрељес је сваку од преко 600 табли овог стрипа нацртао у уљу, изузетно спорој и мукотрпној техници.
Сегрељес је од 1988. до 1991. био и аутор илустрација за корице италијанског стрип-часописа Уранија (итал. Urania).